# Anthaxia retifer
Anthaxia retifer es una especie de escarabajo del género Anthaxia, familia Buprestidae. Fue descrita científicamente por LeConte en 1860.

## Distribución
Se distribuye por las ecozonas del Neártico, Neotrópico, región indomalaya, Paleártico y región afrotropical.